# Congreso 71-82
Congreso 71-82 es el undécimo disco oficial de Congreso y es una recopilación de algunas canciones editadas por el sello entre 1971 y 1982.
Este disco fue publicado en 1991.

## Lista de canciones
| N.º | Título                          | Escritor(es)                                | Año  | Duración |  |
| 1.  | «Hijo del sol luminoso»         | Joe Vasconcellos                            | 1980 |          |  |
| 2.  | «Maestranzas de noche»          | Fernando González, Pablo Neruda             | 1970 |          |  |
| 3.  | «Vuelta y vuelta»               | Sergio "Tilo" González                      | 1975 |          |  |
| 4.  | «El cielito de mi pieza»        | Fernando González                           | 1976 |          |  |
| 5.  | «Canción de la Verónica»        | Verónica Doerr, F. González, Renato Vivaldi | 1974 |          |  |
| 6.  | «¿Dónde estarás?»               | Francisco Sazo, F. González                 | 1973 |          |  |
| 7.  | «En el patio de Simón»          | Mariela González, S. González               | 1982 |          |  |
| 8.  | «Arco iris de hollín»           | Sazo, S. González                           | 1976 |          |  |
| 9.  | «Canción didáctica #1»          | M. González, S. González                    | 1982 |          |  |
| 10. | «Romance»                       | Sazo, F. González                           | 1973 |          |  |
| 11. | «El torito»                     | S. González                                 | 1973 |          |  |
| 12. | «Vamos andando mi amigo»        | Sazo, F. González                           | 1970 |          |  |
| 13. | «Tus ojitos»                    | F. González                                 | 1975 |          |  |
| 14. | «Viaje por la cresta del mundo» | S. González                                 | 1981 |          |  |
| 15. | «Volantín de plumas»            | S. González                                 | 1976 |          |  |
| 16. | «El color de la iguana»         | Sazo, Arturo Riesco                         | 1976 |          |  |

- Datos: Q5783081